# Fusillade au poste de police de Zvornik
 (septembre 2024).
La mise en forme du texte ne suit pas les recommandations de Wikipédia : il faut le « wikifier ».
Les points d'amélioration suivants sont les cas les plus fréquents :
- Les titres sont pré-formatés par le logiciel. Ils ne sont ni en capitales, ni en gras.
- Le texte ne doit pas être écrit en capitales (les noms de famille non plus), ni en gras, ni en italique, ni en « petit »…
- Le gras n'est utilisé que pour surligner le titre de l'article dans l'introduction, une seule fois.
- L'italique est rarement utilisé : mots en langue étrangère, titres d'œuvres, noms de bateaux, etc.
- Les citations ne sont pas en italique mais en corps de texte normal. Elles sont entourées par des guillemets français : « et ».
- Les listes à puces sont à éviter, des paragraphes rédigés étant largement préférés. Les tableaux sont à réserver à la présentation de données structurées (résultats, etc.).
- Les appels de note de bas de page (petits chiffres en exposant, introduits par l'outil «  Source ») sont à placer entre la fin de phrase et le point final[comme ça].
- Les liens internes (vers d'autres articles de Wikipédia) sont à choisir avec parcimonie. Créez des liens vers des articles approfondissant le sujet. Les termes génériques sans rapport avec le sujet sont à éviter, ainsi que les répétitions de liens vers un même terme.
- Les liens externes sont à placer uniquement dans une section « Liens externes », à la fin de l'article. Ces liens sont à choisir avec parcimonie suivant les règles définies. Si un lien sert de source à l'article, son insertion dans le texte est à faire par les notes de bas de page.
- La présentation des références doit suivre les conventions bibliographiques. Il est recommandé d'utiliser les modèles {{Ouvrage}}, {{Chapitre}}, {{Article}}, {{Lien web}} et/ou {{Bibliographie}}. Le mode d'édition visuel peut mettre en forme automatiquement les références.
- Insérer une infobox (cadre d'informations à droite) n'est pas obligatoire pour parachever la mise en page.

Pour une aide détaillée, merci de consulter Aide:Wikification.
Si vous pensez que ces points ont été résolus, vous pouvez retirer ce bandeau et améliorer la mise en forme d'un autre article.
La fusillade du poste de police de Zvornik s'est produite le 27 avril 2015, lorsqu'un homme armé a attaqué un poste de police à Zvornik, dans l'entité de la Republika Srpska en Bosnie-Herzégovine. Il a tué un policier et en a blessé deux autres avant d'être abattu par d'autres policiers. Il s'agissait de la première attaque de ce type en Republika Srpska ; des attaques ont eu lieu dans l'autre entité, la Fédération de Bosnie-Herzégovine, notamment l'attentat à la voiture piégée de Mostar en 1997.
Les forces de police de la Republika Srpska ont lancé une opération antiterroriste sous le nom de code « Opération Ruben », dans le but déclaré de perturber des cibles soupçonnées de posséder des armes à feu et d'être impliquées dans des cercles islamistes radicaux. Cette opération a été fortement critiquée par plusieurs hommes politiques bosniaques en raison de l'absence de coordination avec le gouvernement central, certains suggérant que l'opération avait pour but d'intimider les réfugiés bosniaques qui étaient revenus vivre sur ce qui est aujourd'hui le territoire de la Republika Srpska.

## Attentat
Nerdin Ibrić, né en 1991 à Sapna près de Zvornik, s'est rendu en voiture au poste de police de Zvornik vers 19h00. Lorsqu'une sentinelle lui a dit qu'il ne pouvait pas se garer devant le poste, Ibrić a sorti un fusil et a ouvert le feu sur l'officier.
Plusieurs portails d'information en langue bosniaque ont affirmé qu'Ibrić n'avait jamais crié « Allahu akbar “, citant un autre portail d'information qui a seulement rapporté qu'il avait crié des blasphèmes et des menaces. Cependant, le lendemain, le même portail a rapporté qu'Ibrić avait d'abord crié des blasphèmes et des menaces, mais qu'il avait ensuite commencé à crier ” Allahu akbar ».
Le policier Dragan Đurić est touché par plusieurs balles et tué. Ibrić est ensuite entré dans la station et a continué à tirer, blessant deux autres officiers, après quoi il a été tué par la police Les policiers blessés ont été rapidement transférés à l'hôpital local. La police pense que l'attaque a été bien planifiée à l'avance, car Ibrić savait exactement quand les agents changeaient d'équipe, et a donc commencé sa folie lorsque le plus grand nombre de policiers se trouvaient à l'intérieur du poste.
Le ministre de l'Intérieur de la Republika Srpska, Dragan Lukač, a déclaré que l'assaillant était probablement un wahhabiste et a qualifié la fusillade d'acte de terrorisme. Le président de la Republika Srpska, Milorad Dodik, a critiqué la police et les agences de sécurité au niveau de l'État pour ne pas avoir fourni aux autorités serbes de Bosnie des informations utiles sur d'éventuels complots terroristes avant l'attaque. Cependant, trois jours avant la fusillade, l'Agence de renseignement et de sécurité de Bosnie-Herzégovine (OSA-OBA BiH) avait informé les services de police du pays de la possibilité d'un attentat terroriste en représailles aux récentes arrestations de plusieurs individus d'origine bosniaque en Australie qui y avaient planifié des attaques terroristes.
Ibrić a été enterré le 30 avril 2015 dans un cimetière local à Kučić Kula, près de Zvornik, conformément aux rituels religieux, plusieurs centaines de personnes ayant assisté à ses funérailles.

## Enquête
Le jour de la fusillade, l'Agence d'investigation et de protection de l'État (SIPA) avait arrêté l'ami d'Ibrić, Avdulah Hasanović. Hasanović avait déjà été arrêté par la SIPA lors de l'action antiterroriste Opération Damas, car il était soupçonné d'être un membre de l'État islamique d'Irak et du Levant (ISIL). Hasanović était connu pour avoir participé à la guerre civile syrienne en 2014. Un autre des associés d'Ibrić, Kasim Mehidić, a été arrêté. Après un interrogatoire de deux jours, Hasanović et Mehidić ont tous deux été remis au procureur de l'État de Bosnie-Herzégovine pour un complément d'enquête. La Cour de Bosnie-Herzégovine a ordonné qu'ils soient détenus pendant un mois, les soupçonnant d'avoir recruté Ibrić pour l'attentat.
Peu après l'arrestation des deux amis d'Ibrić, la police a élargi son enquête à d'autres islamistes radicaux présumés, dont certains étaient également des vétérans de la guerre civile syrienne. La police soupçonne le village de Dubnica, près de Kalesija, d'être l'un des principaux points de rassemblement des islamistes radicaux. Peu après l'attentat, Dodik a rencontré le président serbe Tomislav Nikolić et le Premier ministre Aleksandar Vučić, leur demandant une aide en matière de renseignement et de lutte contre le terrorisme.
Le 6 mai, la Republika Srpska a lancé l'opération Ruben afin d'éradiquer les islamistes radicaux présumés de l'entité, détenant des dizaines de Bosniaques musulmans, ainsi que confisquant des armes, des munitions et du matériel de propagande censés encourager les citoyens bosniaques à rejoindre les combattants en Syrie. L'opération a été critiquée par de nombreux politiciens bosniaques, dont Bakir Izetbegović qui a déclaré que la police de la Republika Srpska avait « dépassé les bornes ». Le maire de Srebrenica a déclaré que la police serbe avait pris d'assaut les maisons des Bosniaques qui étaient revenus après la guerre et avait procédé à des arrestations sans explication. Il s'agit, selon lui, d'une « forme de répression ».